# Rudolf Helmhacker
Rudolf Václav Helmhacker (15. listopadu 1840 Rokycany – 24. května 1915 Královské Vinohrady) byl český geolog a důlní inženýr.

## Život
Narodil se v Rokycanech v západních Čechách. Studoval na Karlo-Ferdinandově univerzitě v Praze, dále na pražské polytechnice, na Technické univerzitě ve Vídni a na Báňské akademii v Příbrami, kterou zakončil v roce 1864 jako důlní inženýr.
Následně byl od roku 1865 zaměstnán jako důlní inženýr Pražské železářské společnosti (Prager Eisenindustrie-Gesellschaft) v černouhelné těžební oblasti v Rosicích u Brna. V roce 1874 se stal privátním profesorem na Báňské akademii ve štýrském Leobenu. Zde se následně v roce 1874 stal mimořádným profesorem a v roce 1875 řádným profesorem mineralogie, geologie a paleontologie. Roku 1881 byl nucen školu opustit kvůli etickému prohřešku. Poté pracoval mj. jako důlní inženýr na východní Sibiři, kde mj. pátral po ložiskách zlata.
Ve spolupráci s geologem a geografem Janem Krejčím zhotovil sérii geologických map Čech.
Začátkem první světové války cestovali s manželkou po Francii, jako občané Rakouska-Uherska, tedy pro Francii nepřátelského státu byli následně internováni v zajateckém táboře v Trouville-sur-Mer v Normandii. Jejich návrat do Prahy zprostředkoval švýcarský Červený kříž.
Rudolf Helmhacker zemřel 24. května 1915 na Královských Vinohradech u Prahy. Pohřben byl v mohutné rodinné hrobce na Vinohradském hřbitově.